# Sefer Zerubbavel
Il Sefer Zerubbavel (Libro di Zorobabele) chiamato anche l'Apocalisse di Zorobabele è un testo ebraico scritto all'inizio del VII secolo d.C.
Descrive, sotto forma di rivelazione dello storico Zorobabele, la restaurazione della terra ebraica d'Israele alla fine dei giorni e la costruzione del Terzo Tempio. 

## Storia
La base del libro fu probabilmente scritta in Palestina tra il 629 e il 636 durante la guerra bizantino-sasanide del 602-628 per il controllo della regione.
Si pensa che Armilus sia un crittogramma per Eraclio e che gli eventi descritti nel Libro di Zorobabele coincidano con la rivolta ebraica contro Eraclio.
Il Libro di Zorobabele è presente in diverse recensioni manoscritte e stampate. Il testo ha avuto una notevole influenza e il suo contenuto è stato successivamente modificato e integrato.  Quella che potrebbe essere la copia manoscritta più antica è parte di un libro di preghiere datato a circa l'840 d.C.